# Littleworth (West Sussex)
Littleworth – osada w Anglii, w hrabstwie West Sussex, w dystrykcie Horsham. Leży 37 km na północny wschód od miasta Chichester i 61 km na południe od Londynu.